# Archaeonympha drepana
Archaeonympha drepana is een vlindersoort uit de familie van de prachtvlinders (Riodinidae), onderfamilie Riodininae.
Archaeonympha drepana werd in 1868 beschreven door H. Bates.